# Jüdischer Friedhof Busenberg

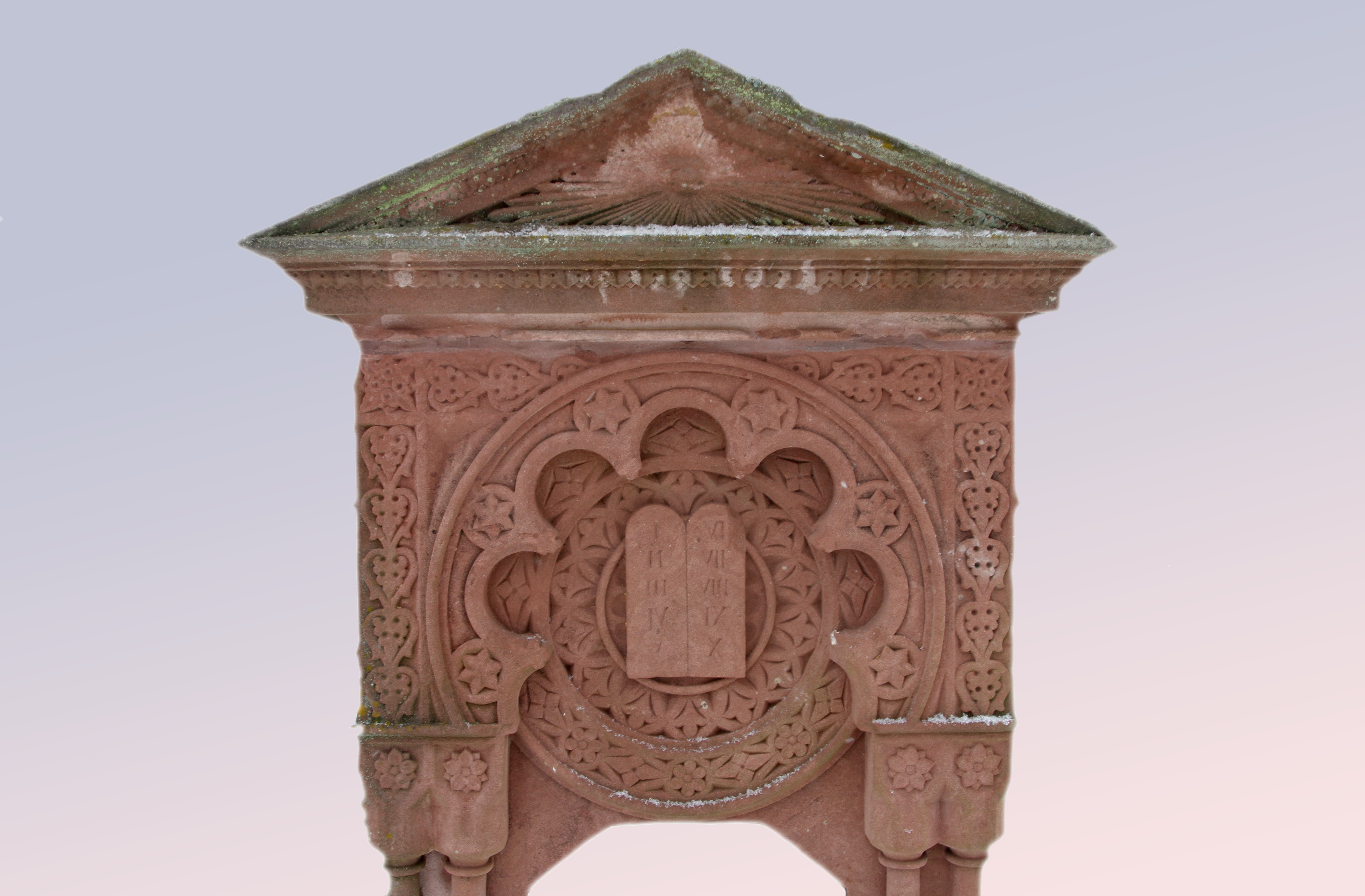
Grabstein im maurischen Stil

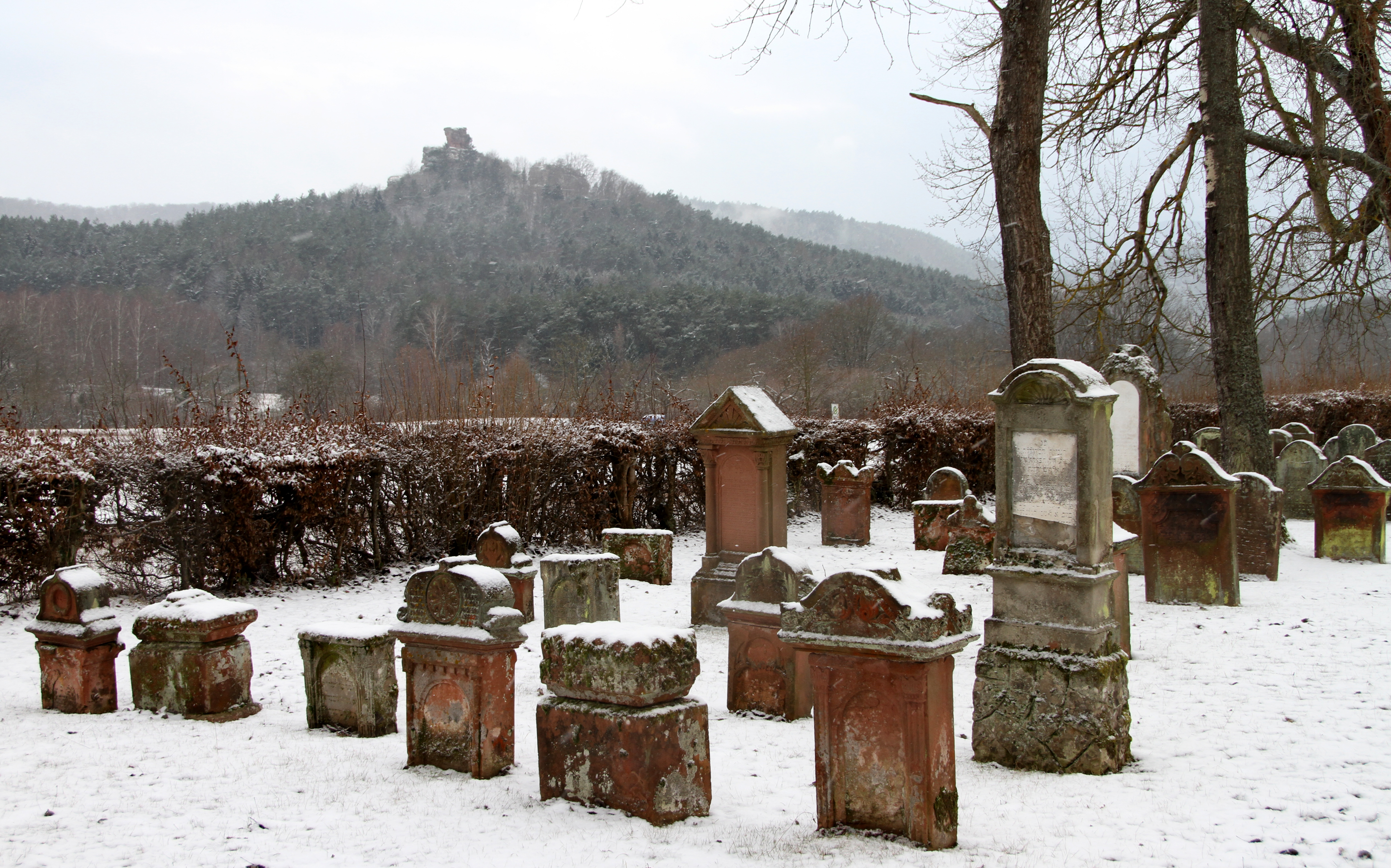
Grabsteine auf dem Busenberger Friedhof, im Hintergrund die Ruine Drachenfels.

Der jüdische Friedhof Busenberg entstand 1824 als Verbandsfriedhof von vier jüdischen Gemeinden im Wasgau, der vom Südteil des Pfälzerwaldes gebildet wird. In der Gegenwart beherbergt der Friedhof 286 Grabstätten auf einer Fläche von 25,8 Ar. Der mehrfach verwüstete Friedhof ist seit 1985 ein schützenswertes Kulturdenkmal.

## Geschichte
Der Busenberger Friedhof wurde 1824 als Verbandsfriedhof der jüdischen Gemeinden Busenberg, Dahn, Erlenbach und Vorderweidenthal angelegt. In diesem Jahr lebten in Busenberg 127, in Dahn 93, in Erlenbach 47 und in Vorderweidenthal 78 wohnberechtigte Juden. Wo die Toten der Juden im Wasgau vor der Anlage des Friedhofs beerdigt wurden, ist nicht sicher bekannt; als sehr wahrscheinlich gilt ein Begräbnis auf dem jüdischen Friedhof Annweiler. Das Friedhofsgrundstück wurde zuvor als Lehmgrube genutzt; es liegt an der heutigen Bundesstraße 427, etwa 600 Meter nach dem Ortsende von Busenberg Richtung Lauterschwan unmittelbar gegenüber der Abzweigung des Weges zur Burg Drachenfels.
Die Fläche des Friedhofs betrug zunächst knapp 19 Ar; vor 1887 wurde der Friedhof nach Westen auf insgesamt 25,8 Ar erweitert. Wegen der Instandhaltung des Zufahrtsweges zum Friedhofes kam es zwischen 1859 und 1862 zu Differenzen zwischen dem Busenberger Gemeinderat und den jüdischen Gemeinden. Der Gemeinderat forderte hierbei die Schließung des Friedhofs, die Juden sollten stattdessen auf einem Teil des christlichen Friedhofs beerdigen. Dies wurde sowohl von den jüdischen Gemeinden als auch dem bayerischen Staatsministerium des Innern abgelehnt.
Nach der Machtübertragung an die Nationalsozialisten 1933 war der Friedhof Ziel einer Friedhofsschändung: Im September und Oktober 1938 wurden 114 Grabsteine umgeworfen; mindestens ein Drittel der Grabsteine wurde dabei völlig zerstört. Als Täter wurden einem Schreiben der Zweibrückener Staatsanwaltschaft vom November 1938 zufolge fünf strafunmündige Volksschüler ermittelt. Da tonnenschwere Grabsteine umgeworfen wurden, müssen weitere Personen an der Zerstörung des Friedhofs beteiligt gewesen sein. Laut Angaben des Busenberger Bürgermeisters von 1947 sollen Angehörige des Reichsarbeitsdienstlagers im benachbarten Bruchweiler für die Schändung des Friedhofs verantwortlich gewesen sein.
Nach der Befreiung war der Friedhof verwildert und mit Gebüsch überwachsen; die Grabsteine waren umgeworfen und teilweise zerstört. Im Spätherbst 1945 wurden erste Säuberungs- und Renovierungsarbeiten durchgeführt. 1955 wurde der westliche, neuere Teil des Friedhofs instand gesetzt; der östliche, ältere Teil blieb verwildert. Noch 1963 lagen im alten Teil fast sämtliche Grabsteine umgestürzt am Boden. 1972 wurde gemäß einer Vereinbarung zwischen der Busenberger Gemeindeverwaltung und der Jüdischen Kultusgemeinde der Rheinpfalz der gesamte Friedhof erheblich verändert: Dabei wurden überflüssige Umrandungen und Sockel entfernt, die Grabsteine standsicher gemacht, die bislang vorhandene Geländestufe zwischen altem und neuen Friedhofsteil eingeebnet sowie ein Rasen angelegt. Nach der letzten Bestattung in der Zeit des Nationalsozialismus 1939 fanden zwischen 1958 und 1979 drei weitere Beerdigungen statt.
Seit Kriegsende war der Friedhof im Frühjahr 1978, im November 1994 sowie im Mai 1997 Ziel von Friedhofsschändungen. Bei den beiden Schändungen in den 1990er Jahren wurde jeweils eine erhebliche Zahl von Grabsteinen beschädigt, umgeworfen oder mit nationalsozialistischen Parolen beschmiert. Im Dezember 1997 ermittelte die Polizei sieben Tatverdächtige, von denen sechs der rechtsextremen Aktion Sauberes Deutschland angehörten. Eine der ermittelten Personen wurde im August 1998 zu einer zweijährigen Bewährungsstrafe verurteilt. Dabei wurde strafmildernd berücksichtigt, dass der Täter sich zwischenzeitlich von der rechtsextremen Szene abgewandt hatte. Ein weiterer Täter wurde 1999 zu einer zweijährigen Gefängnisstrafe verurteilt, die im Juli 2003 zur Bewährung ausgesetzt wurde, nachdem der Hauptbelastungszeuge seine Aussagen widerrufen hatte. Die Zerstörungen auf dem Friedhof wurden überwiegend durch ehrenamtlich tätige Bürger aus Busenberg beseitigt.